# ما بعد الإنسانية
ما بعد الإنسانية (بالإنجليزية: Posthumanism) أو ما بعد الإنسان (بالانجليزية: post-humanism) (بمعنى «بعد الإنسانية» أو «ما وراء الإنسانية») هي عبارة تتضمن سبعة تعاريف على الأقل وفقًا للفيلسوفة فرانشيسكا فيراندو:
1. مناهضة الإنسانية: وهي أي نظرية تنتقد الفلسفة الإنسانية التقليدية والأفكار المرتبطة حول الإنسانية وعادات الإنسان.[2]
2. ثقافة ما بعد الإنسانية: فرع من نظرية الثقافة ينتقد الافتراضات الأساسية للنزعة الإنسانية وإرثها[3] والذي يدرس ويبحث في المفاهيم التاريخية «البشرية» و «الطبيعة البشرية»، وكثيرًا ما يشكل تحديًا للمفاهيم النموذجية للذاتية البشرية وتجسيدها[4] إذ يسعى جاهدًا إلى تجاوز المفاهيم التقليدية من «الطبيعة البشرية» إلى تطوير مفاهيم تتكيف باستمرار مع علم التكنولوجيا المعاصر.[5]
3. فلسفة ما بعد الإنسانية: أما الاتجاه الفلسفي[6] الذي يعتمد على ثقافة ما بعد الإنسانية، فإنه يبحث في الآثار الأخلاقية لتوسيع دائرة الاهتمام الأخلاقي وتوسيع نطاق الاختصاصات الذاتية إلى ما وراء الجنس البشري.[7][4]
4. حالة ما بعد الإنسانية: هي النظرية التفكيكية للعادة البشرية من قِبَل المنظرين النقديين.[8]
5. ماوراء الإنسان: هي مفهوم نظري يسعى إلى تطوير وإتاحة التكنولوجيا التي تساعد في إطالة الحياة والخلود البشري وتعزز القدرات الفكرية والجسدية والنفسية لدى الإنسان، من أجل تحقيق «مستقبل ما بعد الإنسانية».[9]
6. سيطرة الذكاء الاصطناعي: وهو شكل من أشكال مفهوم ماوراء الإنسان لا تُعَزَّز فيه قدرة الإنسان، بل تُستبدل هذه القدرة بذكاء عام اصطناعي. يدعم بعض الفلاسفة، من بينهم نيك لاند، وجهة النظر القائلة بأنه ينبغي للبشر أن يتقبلوا فكرة فنائهم في نهاية المطاف.[10] وهذا مرتبط تمامًا بالنظرية «الكونية»، التي تدعم بناء الذكاء الاصطناعي القوي حتى وإن استلزم ذلك نهاية البشرية بالكامل، الأمر الذي يصفونه بأنه «مأساة كونية في حال جمدت البشرية مفهوم التطور على المستوى البشري الأولي».[11][12][13]
7. الحركة الطوعية لانقراض الجنس البشري: والتي تسعى إلى مستقبل ما بعد الإنسانية خالٍ من البشر.[14]

## فلسفة ما بعد الإنسانية
يقترح الفيلسوف تيد شاتزكي وجود نوعين من فلسفة ما بعد الإنسانية، وهما:
يحاول النوع الأول، والذي يسميه «الموضوعية»، مواجهة الإفراط في التأكيد على الذات أو الموضوعية التي تسود الإنسانية، ويؤكد على دور العوامل غير البشرية سواء كانت حيوانات أو نباتات أو حواسيب أو أشياء أخرى.
أما النوع الثاني، فهو يعطي الأولوية للممارسات الفعلية، وخاصة الاجتماعية منها، على الأفراد (أو الموضوعات الفردية) الذين يشكلون الفرد الواحد.
من الممكن وجود نوع ثالث من فلسفة ما بعد الإنسانية اقترحه الفيلسوف هيرمان دويويرد. على الرغم من أنه لم يوصفها بأنها «ما بعد الإنسانية»، إلا أنه وجَّه نقدًا إنسانيًا واسع النطاق، ثم اقترح بناء فلسفة لا تفترض وجود الإنسان أو الفكر العلمي أو حتى الفكر اليوناني، بل تكون مدفوعة بطابع ديني مختلف. يعطي دويويرد الأولوية للقانون والمعنى، باعتبارهما العامل الرئيسي للوجود والسلوك والحياة والأحداث وما إلى ذلك، التي يمر بها البشر. يكتب دويويرد: «إن المعنى هو وجود حقيقي لكل ما تم خلقه، حتى طبيعتنا الأنانية بحد ذاتها». تخضع كل من الوظيفة البشرية وغير البشرية على حد سواء إلى «جانب قانوني» عام ومتنوع، وهو يتألف من عدد من المجالات أو الجوانب القانونية المتميزة. إن الوجود الزمني لكل من الإنسان وغير الإنسان يُعتبر متعدد الجوانب؛ مثلًا، يُعتبر كل من النباتات والبشر من الكائنات التي تمتلك وظيفة حيوية، في حين يمتلك كل من الحواسيب والبشر وظائف تكوينية ولغوية، لكن مع ذلك، فإن الإنسان يمتلك وظائف جمالية وقانونية وأخلاقية وعقائدية أيضًا. إن النسخة الدويويردية قادرة على دمج كل من النوعين الموضوعية والممارسات الفعلية، وذلك لأنها تسمح للعوامل غير البشرية بممارسة مختلف مجالاتها مع التركيز على الأداء الوظيفي لكل منها.

## العلاقة مع مفهوم ما وراء الإنسان
يعلّق عالم الاجتماع جيمس هيوز على وجود خلط واضح بين المصطلحين. في مقدمة كتابهما عن ما بعد الإنسانية وما ورائها، يتناول كل من روبرت رانيش وستيفان سورغنر مصدر هذا الخلط، مشيرين إلى أن مصطلح ما بعد الإنسانية كثيرًا ما يُستخدم كمصطلح جامع يشمل كل من ما بعد الإنسانية وما وراء الإنسانية النقدية.
على الرغم من أن كلا الموضوعين يتعلقان بمستقبل البشرية، إلا أنهما يختلفان في نظرتهما إلى مركزية الإنسان. ويقول برامود نايار، مؤلف نظرية ما بعد الإنسانية، أنها تنصّ على فرعين رئيسيين، هما: وجودي ونقدي. إن مفهوم وجودية ما بعد الإنسانية يُعتبر مرادفًا لمفهوم ما وراء الإنسان إذ يُعتبر بمثابة «تكثيف للإنسانية». يُشير مفهوم ما وراء الإنسان إلى أن البشر لا يُعتبروا ما وراء بشريين حتى الآن، لكن يكمن هذا التعزيز البشري في التقدم التكنولوجي والتطبيق العملي، وهو ما سيساعدنا للوصول إلى ما وراء الإنسان. يحتفظ مفهوم ما وراء الإنسان بتركيزه على الإنسان العاقل باعتباره مركزًا للعالم بكامله، لكنها تعتبر التكنولوجيا أيضًا مساعدة متكاملة لتقدم الإنسان هذا. بيد أن المفهوم الناقد يعارض جميع هذه الآراء إذ أنه في الواقع «يرفض كل الاستثناءات (فكرة أن البشر مخلوقات فريدة من نوعها) والأدوات البشرية (فكرة أن البشر لديهم الحق في السيطرة على العالم الطبيعي). تُعتبر هذه الآراء المتناقضة حول أهمية الإنسان الفروق الرئيسية بين كلا الموضوعين.
يُعتبر مفهوم ما وراء الإنسان أيضًا متأصلًا في الثقافة الشعبية أكثر من مفهومه النقدي، وخاصة في مجال الخيال العلمي. يُشار إلى هذا المصطلح من قِبَل برامود نايار باسم «سينما البوب لمفهوم ما بعد الإنسان وثقافة البوب».